# 3489 Lottie
3489 Lottie este un asteroid din centura principală, descoperit pe 10 ianuarie 1983 de Kenneth Herkenhoff.